# رناتو کوری
رناتو کوری (انگلیسی: Renato Curi; ۲۰ سپتامبر ۱۹۵۳ – ۳۰ اکتبر ۱۹۷۷) بازیکن فوتبال اهل ایتالیا بود.
از باشگاه‌هایی که در آن بازی کرده‌است می‌توان به باشگاه فوتبال کومو و باشگاه فوتبال پروجا اشاره کرد.